# ITMG
ITMG株式会社（英: ITMG corporation）は、バーティカル（垂直型）検索エンジンの研究開発、検索エンジン技術を活用したインターネットメディアの運営、インターネット集客ソリューションなどの提供を行っているベンチャー企業である。

## 概要
インターネットに分散されている特定分野の情報を検索する垂直型検索エンジンを研究開発する会社である。垂直型クローリング、オントロジーマッピングなどの応用し『Coojin求人情報検索』、『Coojin商品価格検索』や、不動産分野で同社が試験的に垂直型検索エンジン『Lifu.net』を運営している。

## 沿革
- 2006年 6月 - 神奈川県川崎市のアジア企業家村にて創業[2]
- 2008年 8月 - 東京都文京区本郷に本社移転
- 2008年 8月 - 中国・西安市に西安研究開発センターを開設
- 2008年11月 - 求人系のバーティカル検索サイト『Coojin求人情報検索』を公開
- 2009年 4月 - 自動集客エンジン『ディープリスティング2.0』の販売開始
- 2009年 6月 - 東京都中央区日本橋本町に本社移転（現在地）
- 2009年10月 - 商品価格比較サイト『Coojin商品価格検索』を公開
- 2011年 3月 - ソーシャルコマースサービス『Shopal』を公開